# Aliança de Mindanao
Aliança de Mindanao (Mindanao Alliance, MA) fou un partit polític del sud de les Filipines.
El 1978 dos polítics d'oposició del sud de les Filipines, Homobono Adaza i Reuben Canoy van organitzar el partit. Canoy fou elegit assembleista per la regió 10 (Batasang Pambansa). El 1980 Aquilino Pimentel Jr. Es va unir al partit i fou elegit alcalde de Cagayan de Oro; també Adaza fou elegit governador de Misamis Oriental. El 14 de maig de 1984, Pimentel fou elegit representant de Cagayan de Oro. Amb altres representants es va organitzar l'anomenada Conferència del Sud (Southern Conference) amb representants de Batasan (Mindanao), Basilan, Tawi-Tawi i Sulu. El manifest sorgit de la conferència fou signat per nombrosos personatges públics destacats. Una de les coses que va xocar més fou el saber que la ciutat de Jolo (ciutat) (Sulu) havia estat destruïda per l'exèrcit el 1974 per recuperar el seu control quan havia caigut en mans del MNLF. Es va demanar un sistema federal.
L'organització va tenir força influència fins al 1986.